# Radical 162
Le radical 162, qui signifie la marche à pied, est un des 20 des 214 radicaux chinois répertoriés dans le dictionnaire de Kangxi composés de sept traits.
Le caractère Unicode de 辵 est 8FB5.

## Caractères avec le radical 162
| nombre de traits          | caractères                                                                                   |
| ------------------------- | -------------------------------------------------------------------------------------------- |
| Sans trait supplémentaire | 辵 辶                                                                                        |
| 1 traits supplémentaires  | 辷                                                                                           |
| 2 traits supplémentaires  | 辸 边 辺 辻 込 辽                                                                            |
| 3 traits supplémentaires  | 达 辿 迀 迁 迂 迃 迄 迅 迆 过 迈 迉                                                          |
| 4 traits supplémentaires  | 迊 迋 迌 迍 迎 迏 运 近 迒 迓 返 迕 迖 迗 还 这 迚 进 远 违 连 迟                            |
| 5 traits supplémentaires  | 迠 迡 迢 迣 迤 迥 迦 迧 迨 迩 迪 迫 迬 迭 迮 迯 述 迱 迲 迳                                  |
| 6 traits supplémentaires  | 迴 迵 迶 迷 迸 迹 迺 迻 迼 追 迾 迿 退 送 适 逃 逄 逅 逆 逇 逈 选 逊                         |
| 7 traits supplémentaires  | 逋 逌 逍 逎 透 逐 逑 递 逓 途 逕 逖 逗 逘 這 通 逛 逜 逝 逞 速 造 逡 逢 連 逤 逥 逦 逧       |
| 8 traits supplémentaires  | 逨 逩 逪 逫 逬 逭 逮 逯 逰 週 進 逳 逴 逵 逶 逷 逸 逹                                        |
| 9 traits supplémentaires  | 逺 逻 逼 逽 逾 逿 遀 遁 遂 遃 遄 遅 遆 遇 遈 遉 遊 運 遌 遍 過 遏 遐 遑 遒 道 達 違 遖 遗 遥 |
| 10 traits supplémentaires | 遘 遙 遚 遛 遜 遝 遞 遟 遠 遡 遢 遣 遤                                                       |
| 11 traits supplémentaires | 遦 遧 遨 適 遪 遫 遬 遭 遮 遯 遰 遱                                                          |
| 12 traits supplémentaires | 遲 遳 遴 遵 遶 遷 選 遹 遺 遻 遼 邆                                                          |
| 13 traits supplémentaires | 遽 遾 避 邀 邁 邂 還 邅 邉                                                                   |
| 14 traits supplémentaires | 邇 邈                                                                                        |
| 15 traits supplémentaires | 邊 邋 邌                                                                                     |
| 16 traits supplémentaires | 邍                                                                                           |
| 17 traits supplémentaires | 邎                                                                                           |
| 19 traits supplémentaires | 邏 邐                                                                                        |